# His Majesty the King's 80th Birthday Anniversary, 5th December 2007 Sports Complex
His Majesty the King's 80th Birthday Anniversary, 5December 2007 Sports Complex (ook wel bekend als 333rd Anniversary Stadium) is een stadion in Nakhon Ratchasima, Thailand, dat is gebouwd voor de 24ste Zuidoost-Aziatische Spelen en te ere van de 80ste verjaardag van koning Bhumibol Adulyadej.
Het stadion was af op 2 juli 2007. Het wordt vooral gebruikt voor voetbalwedstrijden en werd gebruikt voor de openingsceremonie en de sluitingsceremonie van de Zuidoost-Aziatische Spelen 2007. In het stadion kunnen 20.000 mensen.